# Emilio García-Conde Ceñal
Emilio García-Conde Ceñal (Oviedo, 14 de noviembre de 1918 - Madrid, 12 de octubre de 2003) fue un aviador militar español.

## Biografía

### Primeros años
Tercer hijo de los once que tuvieron Emilio García-Conde y Dolores Ceñal. Estudió bachillerato en los jesuitas de Oviedo, cursó Ciencias Químicas en la Universidad de Madrid y en la Universidad de Oviedo, y en 1936 ingresa en la Escuela de Arquitectura de Madrid.
El 18 de julio de 1936 le sorprendió el estallido de la Guerra civil española de vacaciones en Oviedo; dos días más tarde se alistó voluntario a los Guardias de Policía y Asalto y hasta octubre sufrió el asedio a que fue sometida la ciudad.

### Carrera militar
A comienzos de abril de 1937 pasó a los servicios de Antiaeronáutica de la zona de León, donde desempeñó, agregado a la Legión Gallega, el cargo de jefe de vigía en el sector de Peña Ubina y Puerto del Collado. Solicitó realizar el curso de piloto, se incorporó a la Base Aérea de Tablada y desde allí marchó a Pistona, Grosseto y Foggia en Italia, donde realizó el curso de piloto, regresando a España en diciembre una vez finalizado.
En enero de 1938 fue promovido al empleo de alférez provisional y le fue concedido el título de piloto de guerra, siendo destinado al Grupo 6-G-15. Tres meses más tarde fue convocado para realizar en Jerez de la Frontera el curso de piloto de caza y fue destinado al Grupo 1-G-22, donde permaneció hasta la finalización de la guerra civil.
Terminada la campaña, en agosto de 1939, fue destinado como teniente a la Escuela de Vuelo sin Visibilidad en el Aeródromo de Matacán.
Aprobó el ingreso en la Academia de Aviación, incorporándose en enero de 1941 y recibiendo el despacho de teniente del Arma de Aviación de la Escala del Aire, incorporándose a su nuevo destino como profesor en la Escuela de Vuelo sin Visibilidad, luego Escuela Superior de Vuelo.
En 1944 ascendió a capitán y continuó como profesor en la Escuela Superior de Vuelo, ejerciendo simultáneamente la jefatura de la Escuela de Radio. En su ascenso a comandante en 1947, pasó a ejercer el mando del Grupo de Entrenamiento y Transporte del Estado Mayor del Aire.
Ingresó en 1951 en la Escuela Superior del Aire, obteniendo el número 1 de la promoción y regresando a su destino anterior.
Para realizar la adaptación al nuevo avión Grumman Albatros, fue comisionado, en marzo de 1954, a la base West Palm Beach, regresando a España en uno de los aviones entregados por Estados Unidos.
Ascendió a teniente coronel en 1956, pero con antigüedad de 1952. En 1958 participó en las operaciones de África occidental que culminaron con la independencia de Marruecos.
Cuando el príncipe Juan Carlos, para continuar sus estudios militares ingresó en la Academia General del Aire en septiembre de 1958, se le nombró su preceptor. Cuando terminó la formación aeronáutica del príncipe, regresó a su destino, donde permaneció hasta ser destinado al Ministerio del Aire.
Al ascender a coronel en 1965, fue nombrado agregado aéreo a la embajada de España en Roma y Atenas. Durante su estancia en dicha agregaduría, fue designado presidente de la Comisión Española para la "XIV Conferencia Técnica Internacional del Servicio de Búsqueda y Salvamento Aéreo" a desarrollar en Roma. Al cesar en la agregaduría, regresó al Estado Mayor del Aire, donde simultaneó la jefatura de una sección con la dirección de la Revista de Aeronáutica y Astronáutica, órgano oficial del Ministerio del Aire.
Pasó en 1969 como jefe de la Escuela de Helicópteros y agregado a la subsecretaría de Aviación Civil. Fue nombrado director general de aeropuertos en 1971.
Cuando se creó la empresa estatal Aldeasa, fue nombrado presidente.
En 1975 ascendió al empleo de general de brigada, siendo nombrado presidente de la Comisión de Retribuciones del Ejército del Aire, vocal de la Junta de Clasificación, jefe del gabinete del vicepresidente primero del Gobierno para Asuntos de la Defensa, jefe de la Secretaría Militar del Cuartel General del Aire y secretario del Consejo Superior Aeronáutico.
Ascendió a general de división en 1978 y fue nombrado jefe de la Zona y del Mando Aéreo de Canarias, cargo en el que permaneció hasta su nombramiento como segundo jefe del Estado Mayor del Aire en septiembre de 1980. En 1982 fue ascendido a teniente general y nombrado jefe del Estado Mayor del Aire, hasta que en enero de 1984 cesó en su cargo y se le nombró vocal eventual del Consejo Superior del Ejército del Aire hasta su pase a la segunda reserva al cumplir la edad reglamentaria.
En 1999 fue promovido al empleo de general del Aire, con carácter honorífico. Falleció en Madrid en 2003.

### Distinciones
- Gran Cruz de Isabel la Católica. (1984)
- Cruz Laureada de la Real y Militar Orden de San Fernando.
- Cruz de Guerra.
- Gran Cruz del Mérito Militar. distintivo blanco (1984)
- Gran Cruz del Mérito Naval. distintivo blanco
- Gran Cruz del Mérito Aeronáutico. distintivo blanco (1980)
- Gran Cruz de la Real y Militar Orden de San Hermenegildo. (1976)
- Gran Cruz de la Orden del Mérito Civil.
- Cruz del Mérito Militar. distintivo blanco
- Cruz del Mérito Aeronáutico. distintivo blanco
- Placa de la Real y Militar Orden de San Hermenegildo.
- Encomienda de la Real y Militar Orden de San Hermenegildo.
- Cruz de la Real y Militar Orden de San Hermenegildo.
- Medalla de la Campaña 1936-1939. (1938-1939)
- Medalla de Ifni-Sáhara. (1957-1958)
- Encomienda del Mérito Civil.
- Cruz de la Orden del Àguila Alemana.
- Gran Cruz del Mérito Militar de Portugal.
- Samil Medal de Marruecos.
- Medalla de la Orden Nacional del Cedro del Líbano.
- Placa de la Prosperidad y Honor de China.

| Predecesor: Emiliano José Alfaro Arregui | Jefe de Estado Mayor del Ejército del Aire 15 de enero de 1982 - 11 de enero de 1984 | Sucesor: José Santos Peralba Giráldez |